# Месягутовська сільська рада (Янаульський район)
Месягу́товська сільська рада (рос. Месягутовский сельский совет) — муніципальне утворення у складі Янаульського району Башкортостану, Росія. Адміністративний центр — село Месягутово.

## Населення
Населення — 769 осіб (2019, 923 в 2010, 1172 в 2002).

## Склад
До складу поселення входять такі населені пункти:
| Населений пункт        | Населення, осіб (2002) | Населення, осіб (2010) |
| ---------------------- | ---------------------- | ---------------------- |
| Верхній Чат, село      | 164                    | 127                    |
| Кизил-Яр, присілок     | 183                    | 121                    |
| Куш-Ім'ян, присілок    | 9                      | 3                      |
| Месягутово, село       | 209                    | 177                    |
| Нижній Чат, присілок   | 268                    | 219                    |
| Старий Алдар, присілок | 108                    | 82                     |
| Тау, присілок          | 231                    | 194                    |